# Grammy Awards 1990
1990 war das Jahr der 32. Verleihung des US-amerikanischen Grammy.
Insgesamt 76 mal wurde die Trophäe vergeben an Musikschaffende in 24 Feldern. Vier Auszeichnungen für das Lebenswerk wurden bei den Grammy Awards 1990 darüber hinaus zugesprochen.
Den in diesem Jahr noch groß gefeierten Newcomern Milli Vanilli wurde der Grammy allerdings später wieder aberkannt, nachdem aufflog, dass das Duo seine Lieder gar nicht selbst gesungen hatte.

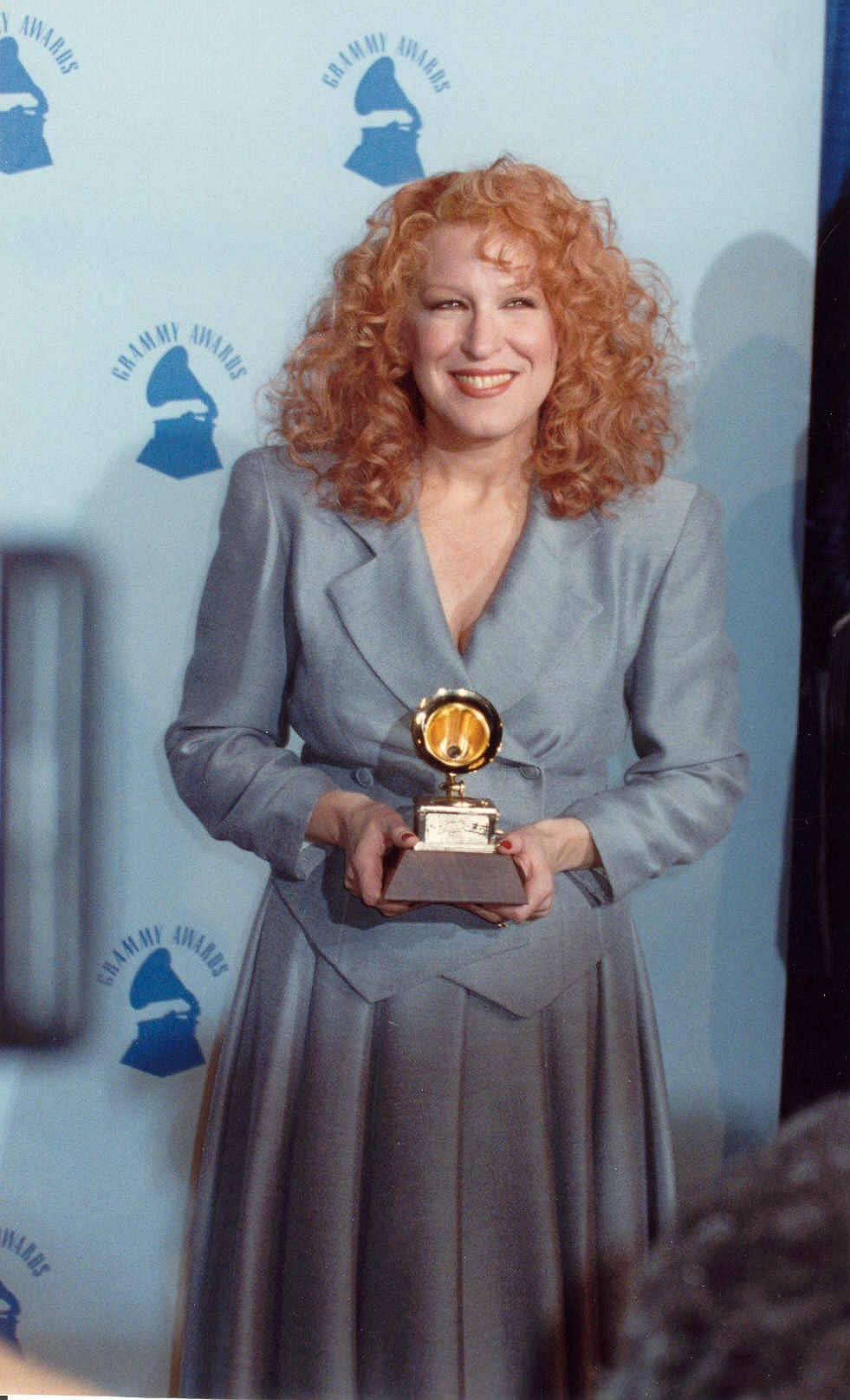
Bette Midler gewann in der Hauptkategorie Single des Jahres.

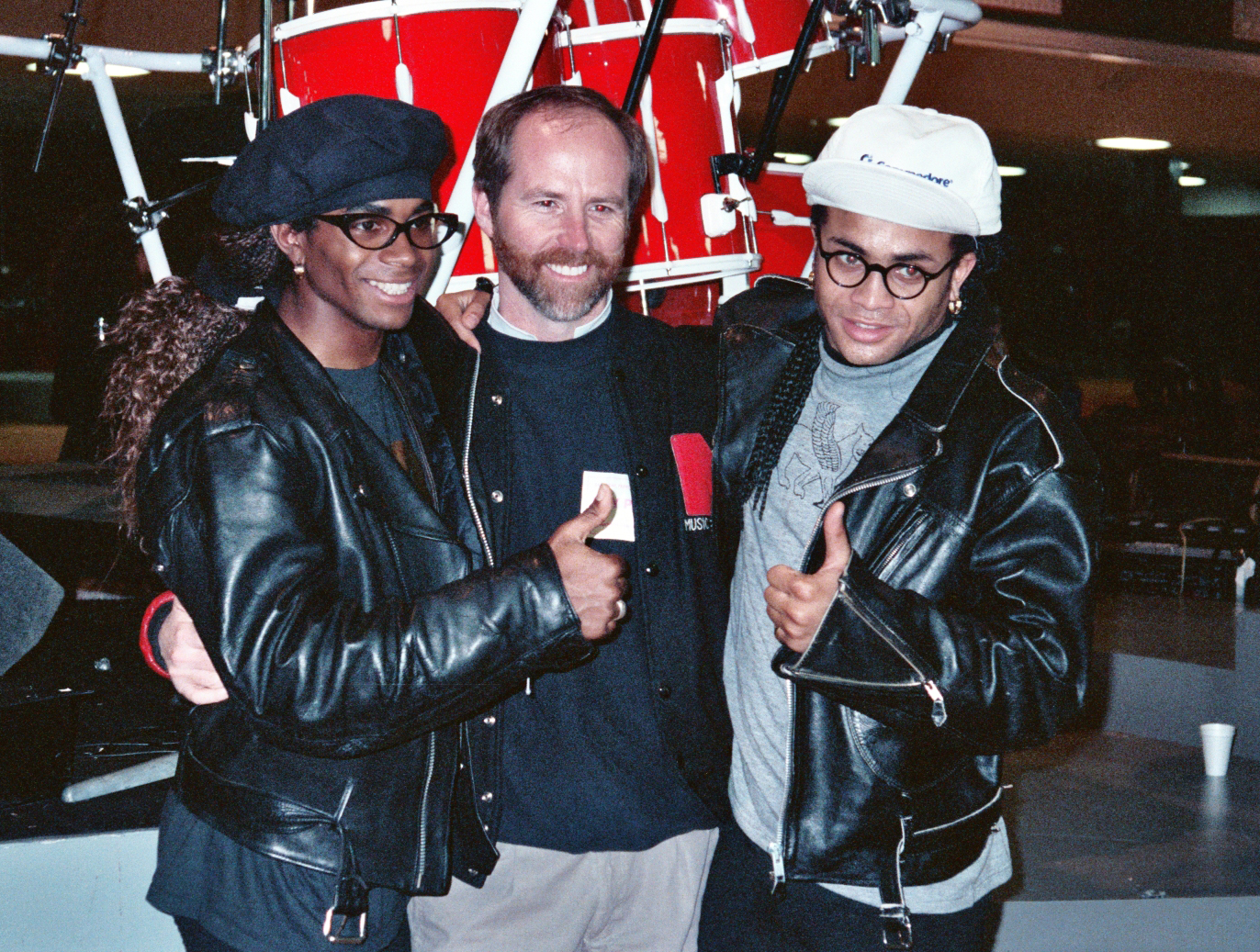
Milli Vanilli bekam den Preis in der Hauptkategorie Bester neuer Künstler aberkannt.

## Hauptkategorien
Single des Jahres (Record of the Year):
- Wind Beneath My Wings von Bette Midler

Album des Jahres (Album of the Year):
- Nick of Time von Bonnie Raitt

Song des Jahres (Song of the Year):
- Wind Beneath My Wings von Bette Midler (Autoren: Jeff Silbar, Larry Henley)

Bester neuer Künstler (Best New Artist):
- Milli Vanilli (widerrufen)

## Pop
Beste weibliche Gesangsdarbietung – Pop (Best Pop Vocal Performance, Female):
- Nick of Time von Bonnie Raitt

Beste männliche Gesangsdarbietung – Pop (Best Pop Vocal Performance, Male):
- How Am I Supposed To Live Without You von Michael Bolton

Beste Darbietung eines Duos oder einer Gruppe mit Gesang – Pop (Best Pop Performance By A Duo Or Group With Vocals):
- Don’t Know Much von Aaron Neville & Linda Ronstadt

Beste Instrumentaldarbietung – Pop (Best Pop Instrumental Performance):
- Healing Chant von den Neville Brothers

## Rock
Beste weibliche Gesangsdarbietung – Rock (Best Rock Vocal Performance, Female):
- Nick of Time von Bonnie Raitt

Beste männliche Gesangsdarbietung – Rock (Best Rock Vocal Performance, Male):
- The End Of The Innocence von Don Henley

Beste Darbietung eines Duos oder einer Gruppe mit Gesang – Rock (Best Rock Performance By A Duo Or Group With Vocals):
- Traveling Wilburys Vol. 1 von den Traveling Wilburys

Beste Hard-Rock-Darbietung (Best Hard Rock Performance):
- Cult Of Personality von Living Colour

Beste Metal-Darbietung (Best Metal Performance):
- One von Metallica

Beste Darbietung eines Rockinstrumentals (Best Rock Instrumental Performance):
- Jeff Beck's Guitar Shop With Terry Bozzio & Tony Hymas von Jeff Beck, Terry Bozzio & Tony Hymas

## Rhythm & Blues
Beste weibliche Gesangsdarbietung – R&B (Best R&B Vocal Performance, Female):
- Giving You The Best That I Got von Anita Baker

Beste männliche Gesangsdarbietung – R&B (Best R&B Vocal Performance, Male):
- Every Little Step von Bobby Brown

Beste Darbietung eines Duos oder einer Gruppe mit Gesang – Pop (Best R&B Performance By A Duo Or Group With Vocals):
- Back to Life (However Do You Want Me) von Soul II Soul featuring Caron Wheeler

Beste Instrumentaldarbietung – R&B (Best R&B Instrumental Performance):
- African Dance von Soul II Soul

Bester R&B-Song (Best R&B Song):
- If You Don’t Know Me by Now von Simply Red (Autoren: Kenny Gamble, Leon Huff)

## Rap
Beste Rapdarbietung (Best Rap Performance):
- Bust A Move von Young MC

## Country
Beste weibliche Gesangsdarbietung – Country (Best Country Vocal Performance, Female):
- Absolute Torch And Twang von k. d. lang

Beste männliche Gesangsdarbietung – Country (Best Country Vocal Performance, Male):
- Lyle Lovett And His Large Band von Lyle Lovett

Beste Countrydarbietung eines Duos oder einer Gruppe (Best Country Performance By A Duo Or Group With Vocal):
- Will The Circle Be Unbroken, Volume Two von der Nitty Gritty Dirt Band

Beste Zusammenarbeit mit Gesang – Country (Best Country Vocal Collaboration):
- There's A Tear In My Bear von Hank Williams Jr. & Hank Williams Sr.

Bestes Darbietung eines Countryinstrumentals (Best Country Instrumental Performance):
- Amazing Grace von Randy Scruggs

Bester Countrysong (Best Country Song):
- After All This Time (Autor: Rodney Crowell)

Beste Bluegrass-Aufnahme (Best Bluegrass Recording):
- The Valley Road von Bruce Hornsby & Nitty Gritty Dirt Band

## New Age
Beste New-Age-Darbietung (Best New Age Performance):
- Passion – Music For The Last Temptation Of Christ von Peter Gabriel

## Jazz
Beste Jazz-Gesangsdarbietung, weiblich (Best Jazz Vocal Performance, Female):
- Blues on Broadway von Ruth Brown

Beste Jazz-Gesangsdarbietung, männlich (Best Jazz Vocal Performance, Male):
- When Harry Met Sally von Harry Connick junior

Beste Jazz-Gesangsdarbietung, Duo oder Gruppe (Best Jazz Vocal Performance, Duo Or Group):
- Makin’ Whoopee von Dr. John & Rickie Lee Jones

Beste Jazz-Instrumentaldarbietung, Solist (auf einer Jazz-Aufnahme) (Best Jazz Instrumental Performance, Soloist, On A Jazz Recording):
- Aura von Miles Davis

Beste Jazz-Instrumentaldarbietung, Gruppe (Best Jazz Instrumental Performance, Group):
- Chick Corea Akoustic Band von der Chick Corea Akoustic Band

Beste Jazz-Instrumentaldarbietung, Big Band (Best Jazz Instrumental Performance, Big Band):
- Aura von Miles Davis

Beste Jazz-Fusion-Darbietung (Best Jazz Fusion Performance):
- Letter From Home von der Pat Metheny Group

## Gospel
Beste weibliche Gospel-Gesangsdarbietung (Best Gospel Vocal Performance, Female):
- Don't Cry von CeCe Winans

Beste männliche Gospel-Gesangsdarbietung (Best Gospel Vocal Performance, Male):
- Meantime von BeBe Winans

Beste Gospel-Gesangsdarbietung eines Duos, einer Gruppe oder eines Chors (Best Gospel Vocal Performance By A Duo Or Group, Choir Or Chorus):
- The Savior Is Waiting von Take 6

Beste männliche oder weibliche Soul-Gospel-Darbietung (Best Soul Gospel Performance, Male Or Female):
- As Long As We're Together von Al Green

Beste Soul-Gospel-Darbietung eines Duos, einer Gruppe oder eines Chors (Best Soul Gospel Performance By A Duo Or Group, Choir Or Chorus):
- Let Brotherly Love Continue von Daniel Winans

## Latin
Beste Latin-Pop-Darbietung (Best Latin Pop Performance):
- Cielito lindo von José Feliciano

Beste Tropical-Latin-Darbietung (Best Tropical Latin Performance):
- Ritmo en el corazon von Ray Barretto & Celia Cruz

Beste Mexican-American-Darbietung (Best Mexican-American Performance)
- La pistola y el corazon von Los Lobos

## Blues
Beste traditionelle Blues-Aufnahme (Best Traditional Blues Recording):
- I'm In The Mood von Bonnie Raitt & John Lee Hooker

Beste zeitgenössische Blues-Aufnahme (Best Contemporary Blues Recording):
- In Step von Stevie Ray Vaughan & Double Trouble

## Folk
Bestes traditionelles Folkalbum (Best Traditional Folk Album):
- Le Mystère des Voix Bulgares, Volume 2 vom Bulgarian State Female Vocal Choir (Produzent: Marcel Cellier)

Beste zeitgenössische Folk-Aufnahme (Best Contemporary Folk Recording):
- Indigo Girls von den Indigo Girls

## Reggae
Beste Reggae-Aufnahme (Best Reggae Recording):
- One Bright Day von Ziggy Marley and the Melody Makers

## Polka
Beste Polka-Aufnahme (Best Polka Recording):
- All In My Love For You von Jimmy Sturr

## Für Kinder
Beste Aufnahme für Kinder (Best Recording For Children):
- The Rock-A-Bye Collection, Vol. 1 von Tanya Goodman (Produzenten: J. Aaron Brown, David R. Lehman)

## Sprache
Beste gesprochene oder Nicht-Musik-Aufnahme (Best Spoken Word Or Non-musical Recording):
- It's Always Something von Gilda Radner

## Comedy
Beste Comedy-Aufnahme (Best Comedy Recording):
- P. D. Q. Bach: 1712 Overture & Other Musical Assaults von Peter Schickele

## Musical Show
Bestes Musical-Cast-Show-Album (Best Musical Cast Show Album):
- Jerome Robbins' Broadway von der Originalbesetzung mit Jason Alexander & Debbie Shapiro (Produzent: Jay David Saks)

## Komposition / Arrangement
Beste Instrumentalkomposition (Best Instrumental Composition):
- The Batman Theme vom Sinfonia of London Orchestra (Komponist: Danny Elfman)

Bester Song geschrieben speziell für Film oder Fernsehen (Best Song Written Specifically For A Motion Picture Or Television):
- Let The River Run (Autor: Carly Simon)

Bestes Album mit instrumentaler Original-Hintergrundmusik geschrieben für Film oder Fernsehen (Best Album Of Original Instrumental Background Score Written For A Motion Picture Or For Television):
- The Fabulous Baker Boys (Komponist: Dave Grusin)

Bestes Instrumentalarrangement (Best Arrangement On An Instrumental):
- Suite From 'The Milagro Beanfield War' (Arrangeur: Dave Grusin)

Bestes Instrumentalarrangement mit Gesangsbegleitung (Best Instrumental Arrangement Accompanying Vocals):
- My Funny Valentine von Michelle Pfeiffer (Arrangeur: Dave Grusin)

## Packages und Album-Begleittexte
Bestes Album-Paket (Best Album Package):
- Sound + Vision von David Bowie (Künstlerische Leitung: Roger Gorman)

Bester Album-Begleittext (Best Album Notes):
- Bird – The Complete Charlie Parker On Verve (Verfasser: Phil Schaap)

## Historische Aufnahmen
Bestes historisches Album (Best Historical Album):
- Chuck Berry – The Chess Box von Chuck Berry (Produzent: Andy McKaie)

## Produktion und Technik
Beste technische Aufnahme, ohne klassische Musik (Best Engineered Recording, Non-Classical):
- Cry Like A Rainstorm – Howl Like The Wind von Linda Ronstadt (Technik: George Massenburg)

Beste technische Klassikaufnahme (Best Engineered Recording, Classical):
- Britten: War Requiem vom Atlanta Symphony Orchestra und Chor unter Leitung von Robert Shaw (Technik: Jack Renner)

Produzent des Jahres (Producer Of The Year):
- Peter Asher

Klassik-Produzent des Jahres (Classical Producer Of The Year):
- Robert Woods

## Klassische Musik
Bestes Klassik-Album (Best Classical Album):
- Bartók: 6 Streichquartette des Emerson String Quartets

Beste Orchesterdarbietung (Best Orchestral Performance):
- Mahler: Symphonie Nr. 3 in D-Moll von der New York Philharmonic unter Leitung von Leonard Bernstein

Beste Opernaufnahme (Best Opera Recording):
- Wagner: Die Walküre von Richard Wagner mit Hildegard Behrens, Gary Lakes, Christa Ludwig, Kurt Moll, James Morris, Jessye Norman und dem Orchester der Metropolitan Opera unter Leitung von James Levine

Beste Chor-Darbietung (ohne Oper) (Best Choral Performance other than opera):
- Britten: War Requiem vom Atlanta Symphony Orchestra und Chor unter Leitung von Robert Shaw

Beste Soloinstrument-Darbietung mit Orchester (Best Classical Performance, Instrumental Soloist with Orchestra):
- Barber: Cellokonzert Op. 22 / Britten: Symphonie für Cello und Orchester Op. 68 von Yo-Yo Ma und dem Baltimore Symphony Orchestra unter Leitung von David Zinman

Beste Soloinstrument-Darbietung ohne Orchester (Best Classical Performance, Instrumental Soloist without Orchestra):
- Bach: Englische Suiten von András Schiff

Beste Kammermusik-Darbietung (Best Chamber Music Performance):
- Bartók: 6 Streichquartette vom Emerson String Quartet

Beste klassische Solo-Gesangsdarbietung (Best Classical Vocal Soloist Performance):
- Knoxville – Summer Of 1915 (Musik von Barber, Menotti, Harbison, Strawinski) von Dawn Upshaw und dem Orchestra Of St. Luke’s unter Leitung von David Zinman

Beste zeitgenössische klassische Komposition (Best Classical Contemporary Composition):
- Different Trains vom Kronos Quartet (Komponist: Steve Reich)

## Musikvideo
Bestes Musik-Kurzvideo (Best Short Form Music Video):
- Leave Me Alone von Michael Jackson

Bestes Musik-Langvideo (Best Long Form Music Video):
- Rhythm Nation 1814 von Janet Jackson

## Special Merit Awards

### Grammy Lifetime Achievement Award
- Vladimir Horowitz
- Paul McCartney
- Nat King Cole
- Miles Davis

Trustees Award
- Dick Clark